# Rodney Bailey
Rodney Dwayne Bailey (Cleveland, 7 ottobre 1979) è un ex giocatore di football americano statunitense che ha militato nel ruolo di defensive end nella National Football League (NFL).

## Carriera
Bailey fu scelto nel corso del sesto giro (181º assoluto) del Draft NFL 2001 dai Pittsburgh Steelers, giocandovi per tre stagioni con un primato in carriera di 5,5 sack nel 2002. Nel 2004 passò ai New England Patriots dove passò l'intera stagione in lista infortunati, con la squadra che vinse il Super Bowl XXXIX. Il 14 settembre 2005 firmò con i Seattle Seahawks, dove disputò 8 partite raggiungendo il Super Bowl XL, perso contro i suoi ex Steelers, dove fece ritorno nel 2006. Passò l'ultima stagione in carriera nel 2007 con gli Arizona Cardinals dove giocò anche occasionalmente come defensive tackle di riserva.

## Palmarès

### Franchigia
- Super Bowl : 1

New England Patriots: XXXIX
- American Football Conference Championship: 1

New England Patriots: 2004
- National Football Conference Championship: 1

Seattle Seahawks: 2005